# Hartville (Ohio)
Hartville es una villa ubicada en el condado de Stark en el estado estadounidense de Ohio. En el Censo de 2010 tenía una población de 2.944 habitantes y una densidad poblacional de 441,09 personas por km².

## Geografía
Hartville se encuentra ubicada en las coordenadas 40°57′44″N 81°20′2″O / 40.96222, -81.33389. Según la Oficina del Censo de los Estados Unidos, Hartville tiene una superficie total de 6.67 km², de la cual 6.67 km² corresponden a tierra firme y (0.04%) 0 km² es agua.

## Demografía
Según el censo de 2010, había 2944 personas residiendo en Hartville. La densidad de población era de 441,09 hab./km². De los 2944 habitantes, Hartville estaba compuesto por el 96.06% blancos, el 0.78% eran afroamericanos, el 0.14% eran amerindios, el 0.68% eran asiáticos, el 0% eran isleños del Pacífico, el 0.48% eran de otras razas y el 1.87% pertenecían a dos o más razas. Del total de la población el 0.95% eran hispanos o latinos de cualquier raza.